# Tremblay, Ille-et-Vilaine
Tremblay är en kommun i departementet Ille-et-Vilaine i regionen Bretagne i nordvästra Frankrike. Kommunen ligger i kantonen Antrain som tillhör arrondissementet Fougères-Vitré. År 2018 hade Tremblay 1 493 invånare.

## Befolkningsutveckling
Antalet invånare i kommunen Tremblay
Referens:INSEE